# Хрєнниковська сімка
Хрє́нниковська сі́мка (рос. Хренниковская семёрка) — група із семи російських радянських композиторів, підданих нищівній критиці на VI з'їзді Спілки композиторів СРСР у листопаді 1979 року в доповіді голови Спілки — Т. Хрєнникова, озаглавленої «Високе призначення Радянської музики». Приводом для критики послужило несанкціоноване включення музики цих композиторів у програми музичних фестивалів в Кельні й Венеції. На думку доповідача твори цих композиторів були написані: «тільки заради незвичайних тембрових комбінацій й ексцентричних ефектів», у яких «музична думка якщо і є присутньою, то безнадійно тоне у потоці шалених шумів, різких вигуків або незрозумілого бурмотання… Чи їм представляти нашу країну, нашу музику?» Тон виступу нагадав І з'їзд Союзу композиторів 1948, на якому музика С. Прокоф'єва, Д. Шостаковича, М. М'ясковського й інших критикувалася тим же Хрєнниковим й іншими ораторами. Сім композиторів були перераховані в такому порядку:
1. Олена Фірсова
2. Дмитро Смирнов
3. Олександр Кнайфель
4. Віктор Суслін
5. В'ячеслав Артьомов
6. Софія Губайдуліна
7. Едісон Денисов.

На з'їзді ці композитори були піддані офіційному бойкоту. Протягом ряду наступного років їхні імена становили «чорний список» на радіо, телебаченні й у концертних організаціях. До 1991 року четверо із семи (крім Е. Денисова, О. Кнайфеля та В. Артьомова) покинули СРСР.